# Obrona Przebraża

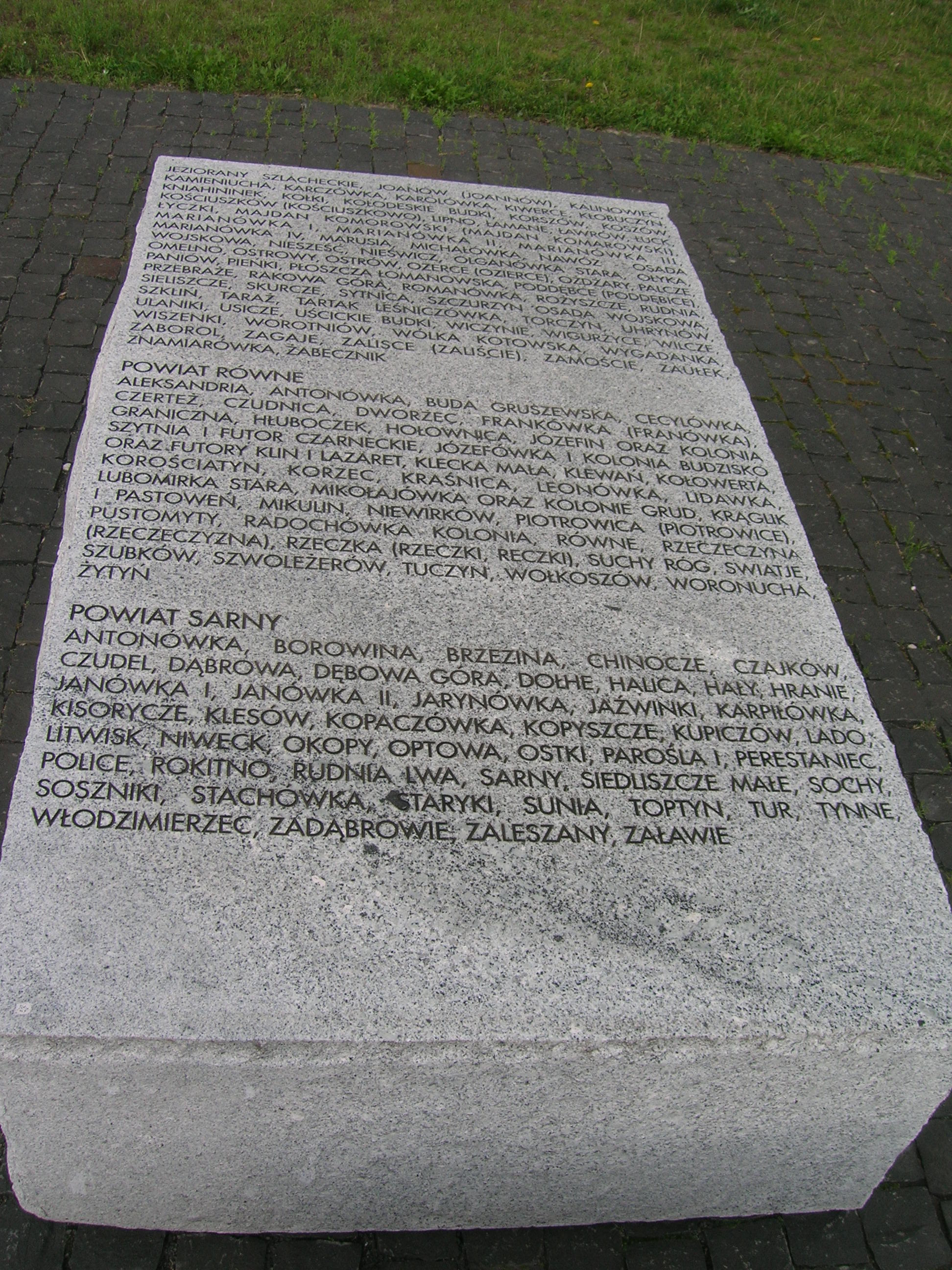
Tablica Pomnika ofiar zbrodni dokonanej na obywatelach polskich przez OUN-UPA wymieniająca Przebraże

Obrona Przebraża – walki obronne we wsi Przebraże należącej do gromady Trościaniec, w powiecie łuckim, woj. wołyńskim przed siłami Ukraińskiej Powstańczej Armii w okresie od lipca 1943 roku do stycznia 1944.

## Miejsce
Obecnie na terytorium Ukrainy pod zmienioną nazwą – Hajowe (ukr. Гайове).
Wieś położona 6 km na południe od Trościańca, 20 km na północny wschód od Łucka. Graniczyła od zachodu ze Starą Czołnicą (obecnie Czownicja), od południowego zachodu z Jezierami (obecnie Ozero), od północy z Mostami, od wschodu z Majdanem Jezierskim i Chołopinami. Teren podmokły, urozmaicony licznymi torfowiskami, od południowego wschodu Błotami Warchańskimi. Na zachód od wsi przepływa rzeka Konopielka (Konopla). Wokół rozciągają się lasy.

## Tło wydarzeń
W okresie rzezi wołyńskiej fala mordów dokonywanych na ludności polskiej stopniowo przesuwała się ze wschodu na zachód. W maju 1943 r. grupy Ukraińskiej Powstańczej Armii (UPA) wymordowały ludność 68 polskich wsi, spalone zostały wszystkie dwory szlacheckie w powiecie kowelskim. W czerwcu dokonano napadów na 78 wsi. Działająca na terenie Wołynia Armia Krajowa została zaskoczona rozwojem wypadków. Okręg Wołyń, podporządkowany bezpośrednio Komendzie Głównej AK, posiadał budowę szkieletową, bez oddziałów partyzanckich w terenie. Te ostatnie powstały dopiero w lipcu 1943 r. na bazie konspiracji i samoobron takich miejscowości, jak Rożyszcze, Antonówka, Rafałówka, Bielin, Sienkiewiczówka i Przebraże. W 1944 r. stały się one trzonem 27 Wołyńskiej Dywizji Piechoty AK.

## Organizacja obrony
W Przebrażu samoobrona powstała samorzutnie w marcu 1943 r. pod wpływem doniesień o nasilających się mordach na ludności polskiej dokonywanych przez nacjonalistów ukraińskich. Początkowo oddział mający bronić kolonii w razie napadu liczył 25-30 ludzi. Ponadto we wsiach skupionych wokół Przebraża tworzono różne grupy bojowe, czujki i warty liczące po kilku-kilkunastu ludzi. Początkowo ich uzbrojeniem były kosy i piki. Później wystąpiono do Niemców o przyznanie wsi broni „dla obrony ludności przed bandami leśnymi”. Uzyskana zgoda pozwoliła na stworzenie pozorów legalności dla posiadania przez obrońców Przebraża wszelkiej innej broni palnej. Tę zdobywano różnymi sposobami – kupując pokątnie u żołnierzy niemieckich i węgierskich lub wykopując na pobojowiskach. W Przebrażu powstała rusznikarnia, gdzie produkowano pistolety maszynowe Sten i naprawiano uszkodzoną, często zdobyczną broń. Z wraków sowieckich czołgów wymontowano i dostosowano do walki dwa działka kal. 45 mm.
Publicysta historyczny Piotr Zychowicz twierdzi, że struktury Armii Krajowej (AK) nie udzieliły odpowiedniej pomocy zagrożonej ludności polskiej na obszarze Wołynia. Jego zdaniem AK nie wykorzystała możliwości zaopatrzenia samoobron wiejskich w broń z magazynów Armii Krajowej, którą wydano kilka miesięcy później utworzonej w ramach Akcji „Burza” 27. Dywizji Wołyńskiej AK.
W kwietniu 1943 na dowódcę wojskowego samoobrony powołano podoficera WP Henryka Cybulskiego ps. Harry. Komendantem cywilnym samoobrony oraz Przewodniczącym samorządu został były legionista Ludwik Malinowski. Nowe dowództwo przeprowadziło szereg zmian organizacyjnych usprawniających system obrony. Do związku obronnego włączono okoliczne wsie – Chołopiny, Jaźwiny, Mosty, Wydranka i Zagajnik, obejmując ochroną łącznie ok. 2 tys. stałych mieszkańców. Linię obrony obwiedziono okopami wzmocnionymi gniazdami karabinów maszynowych i zasiekami z drutu kolczastego. Południową, nie ufortyfikowaną stronę, ubezpieczały odrębne samoobrony w Rafałówce i Komarówce oraz bagna.
Oddział samoobrony składający się początkowo z czterech plutonów rozrósł się na początku lata 1943 r. do czterech kompanii. Zorganizowano go na kształt wojskowy – żołnierze samoobrony byli skoszarowani, nie stołowali się we własnych domach, lecz korzystali z kuchni polowej.
Od wiosny 1943 liczba osób przebywających w Przebrażu stale powiększała się o napływających uciekinierów ocalałych z rzezi. Ponadto samoobrona organizowała konwoje w celu ewakuacji Polaków z zagrożonych terenów. W ten sposób ewakuowano m.in. 3 tysiące Polaków z miasteczka Kołki. W wyniku takiego zwiększenia liczby ludności w każdym gospodarstwie żyło po kilka rodzin, ponadto mieszkano w szałasach, ziemiankach i prowizorycznych barakach. Henryk Cybulski podawał liczbę 18 tys. Polaków zgromadzonych w Przebrażu pod koniec czerwca 1943Według Józefa Sobiesiaka miało to być nawet 20 tysięcy. Władysław i Ewa Siemaszkowie kwestionują te dane uważając, że w szczytowym okresie mogło to być około 10,5 tysiąca. Władysław Filar podał liczbę 12 tysięcy.

## Pierwszy atak UPA
Pierwszy atak Ukraińskiej Powstańczej Armii na Przebraże nastąpił 5 lipca 1943 r. Zdaniem Władysława Filara przeprowadzono go siłami około 1000 ludzi. Był on poprzedzony uderzeniem w nocy z 4 na 5 lipca na ponad 20 bezbronnych polskich wsi położonych wokół Przebraża. Spalono także polskie domy w okolicznych wsiach ukraińskich. Straty polskiej ludności cywilnej w tę noc szacuje się na około 550 wymordowanych. Ocaleni uciekli do Przebraża.
O godz. 3:00 oddziały UPA zaatakowały od północy placówkę w Zagajniku, zmuszając pluton samoobrony do wycofania się. W wyniku wymiany ognia wybuchło kilka pożarów, co wywołało panikę wśród ludności Przebraża. Ukraińców odrzucił dopiero kontratak plutonu odwodowego pod dowództwem Henryka Cybulskiego. Trwała wymiana ognia także na odcinku wschodnim. Około godz. 11:00 UPA ostrzelała Chołopiny z moździerzy, powodując pożary zabudowań.
Przeprowadzane ataki stanowiły jedynie rozpoznanie walką. Główne siły przeciwnika nie zostały rzucone do walki, prawdopodobnie z powodu silnego oporu stawionego przez obrońców Przebraża. Wieczorem 5 lipca napastnicy wycofali się w stronę Kołek. W sumie w walce zginęło 10 Polaków, po stronie UPA był jeden zabity i 6 rannych. Pierwszy atak UPA uświadomił dowództwu samoobrony skalę zagrożenia i wykazał niedociągnięcia i braki systemu obrony. Okazało się, że szczególnie brakuje schronów i zasieków, należy poprawić stan okopów oraz wzmocnić odcinek północno-wschodni. Należało także przeprowadzić dyslokację sił samoobrony i wzmóc patrolowanie przedpola.

## Drugi atak UPA
W wyniku przeludnienia władze Przebraża stanęły przed problemem wyżywienia tak dużej liczby mieszkańców i należącego do nich inwentarza. Braki w aprowizacji częściowo uzupełniała pomoc Inspektoratu AK w Łucku w postaci mąki. Wraz z nastaniem żniw zaczęto organizować osłaniane przez żołnierzy samoobrony wyprawy żniwiarzy na okoliczne pola, zarówno polskie, jak ukraińskie. Skoszone zboże zwożono do Przebraża i tam dopiero suszono. Początkowo banderowcy jedynie śledzili ruchy ekspedycji żniwnych, po kilku dniach zaczęli nękać je z daleka ogniem karabinowym.
Do prawdziwej bitwy podczas żniw doszło 31 lipca 1943 w okolicy Chmielówki i Jaromli. 3 kompania z Przebraża, osłaniająca żniwiarzy, starła się z patrolem UPA, zabijając dwóch Ukraińców. Upowcy wycofali się, lecz od strony Chmielówki Polaków zaatakował duży oddział UPA. 3 kompania samoobrony wycofała się na skraj lasu jaromelskiego, gdzie odpierała zaciekłe ataki upowców. Ich liczebność mogła wynieść nawet 3,5 tys., w tym 2,5 tys. posiadających broń palną. Henryk Cybulski rzucił do boju wszystkie siły samoobrony. Do walki byli gotowi nawet cywile uzbrojeni w broń białą. Front walk rozciągnął się na kilka kilometrów, wymiana ognia trwała do wieczora. Dopiero użycie przez Przebraże dwóch posiadanych dział kal. 45 mm i zniszczenie wozów z amunicją przeciwnika zmusiło UPA do odwrotu.
Zdaniem Władysława Filara skala ataku z 31 lipca świadczy, że UPA podjęła próbę zdobycia Przebraża z marszu.

## Trzeci atak UPA

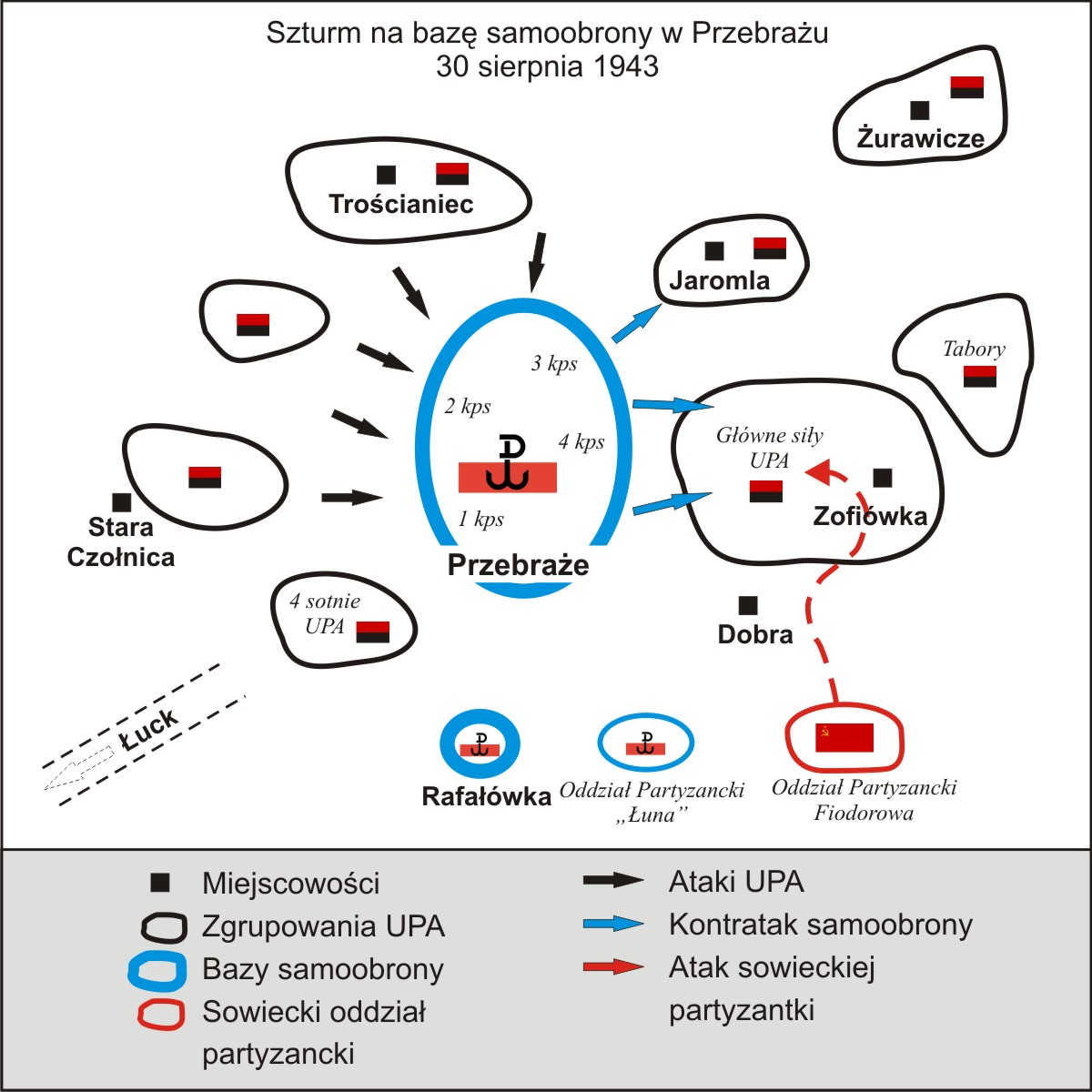
Szturm na Przebraże, 30 sierpnia 1943 r.

W drugiej połowie sierpnia 1943 r. dowództwo UPA przygotowało plan ostatecznego rozbicia Przebraża. Atak został poprzedzony mobilizacją i ćwiczeniami mężczyzn w wieku od 16 do 50 lat z okolicznych wsi ukraińskich. Ściągnięto także sotnie z dalszych rejonów, łącznie około 3 tys. ludzi z Małopolski Wschodniej. Władysław Filar ocenia siły UPA zaangażowane w atak na 6 tys. uzbrojonych ludzi oraz drugie tyle tzw. siekierników i rabusiów.
Po stronie polskiej do walki stanęły:
- 4 kompanie samoobrony Przebraża w sile 600-800 ludzi oraz oddział odwodowy liczący ponad 200 ludzi,
- samoobrona w Rafałówce (170 ludzi),
- placówka samoobrony w Komarówce (30 ludzi),
- oddział partyzancki AK ppor. Jana Rerutki „Drzazgi” (107 ludzi),
- oddział sowieckiej partyzantki płka Nikołaja Prokopiuka (150 piechurów i 60 kawalerzystów).

Plan UPA zakładał otoczenie Przebraża, o świcie rozpoczęcie ostrzału artyleryjskiego i wstępne zaatakowanie od strony zachodniej. Zakładano wybuch pożarów w bazie samoobrony i wywołanie w ten sposób paniki wśród ludności i obrońców. Decydujący atak miał nastąpić po południu z kierunku wschodniego.
W wyniku dobrego rozeznania atak UPA, który nastąpił 30 sierpnia 1943 o godz. 4.45, nie zaskoczył obrony Przebraża. Kolejne ataki upowców odpierano. W decydujących momentach morale obrońców wspierali dowódcy samoobrony – Ludwik Malinowski, Henryk Cybulski, Albert Wasilewski, pojawiając się na pierwszej linii walki.
Po rozpoznaniu rozmieszczenia i wielkości sił przeciwnika dowództwo samoobrony postanowiło poprosić o pomoc oddział płka Prokopiuka, stacjonujący w lasach kilka kilometrów od Przebraża. Jednocześnie przez Błota Warchańskie w kierunku na Hermanówkę przekradła się wyselekcjonowana grupa obrońców Przebraża złożona ze 120 ludzi, wzmocniona 30 osobowym oddziałem zwiadu konnego Przebraża. Wspólnie z partyzantką sowiecką zaatakowała ona główne siły UPA od tyłu. W tym samym czasie obrona Przebraża rozpoczęła kontratak na wszystkich odcinkach.
Manewr ten był dla upowców całkowitym zaskoczeniem, w ich szeregi wkradła się panika i rozpoczęli niekontrolowany odwrót. Straty UPA w tej bitwie ocenia się na ok. 400 zabitych, 40 wziętych do niewoli, zdobyto na nich 17 cekaemów, 6 erkaemów i 6 miotaczy min.

## Walki zaczepne
12 lipca 1943 Henryk Cybulski na czele trzech kompanii, w odpowiedzi na napad na Przebraże z 5 lipca, przeprowadził udany atak na bazę UPA w oddalonej o 7 km wsi Trościaniec, zakończony rozproszeniem oddziałów UPA. Zdaniem Władysława Filara w trakcie walki zabudowa wsi została częściowo spalona, a jej mieszkańców wypędzono. Faktom palenia wsi i wypędzeń zaprzeczają wspomnienia Henryka Cybulskiego oraz W. i E. Siemaszko.
Po odparciu trzeciego ataku na Przebraże, samoobrona przeszła do działań ofensywnych. Pod koniec września 1943 r. połączone siły samoobron w Komarówce, Rafałówce i 100-osobowy oddział z Przebraża zaatakowały bazę UPA w Hauczycach, stanowiącą nieustanne zagrożenie dla Rafałówki. Bazę rozbito, wieś spalono a ludności cywilnej nakazano wyniesienie się do Kotów.
Kolejną akcją zaczepną był atak na szkołę podoficerską UPA w Omelnie. Przeprowadzono ją 5 października 1943 r. wspólnie z oddziałem płk. Prokopiuka. Uczestniczyło w niej 300 Polaków i 150 partyzantów sowieckich, którzy mieli przeciw sobie ok. 200 członków UPA, w tym 120 słuchaczy szkoły. Zginęło co najmniej 10 Ukraińców, szkołę UPA rozbito.
Podobną akcję przeprowadzono w nocy z 27 na 28 października 1943 atakując wspólnie z partyzantami Prokopiuka Słowatycze. Zadano UPA straty w wysokości kilkudziesięciu zabitych. Wzięto do niewoli Uzbeków, którzy zdezerterowali ze służby niemieckiej i zamierzali przyłączyć się do UPA. Około 100 z nich przeszło do oddziału sowieckiego.
Przeprowadzona 26 listopada 1943 wyprawa do Żurawicz miała znaczenie dla aprowizacji Przebraża. Po zdobyciu informacji, że w Żurawiczach nacjonaliści ukraińscy przetrzymują ok. 1000 sztuk bydła, znaczne siły samoobrony Przebraża (ok. 740 ludzi) uderzyły na tę miejscowość. Oprócz bydła zarekwirowano duże ilości zboża i mąki.

## Zakończenie działań
Polacy broniąc się skutecznie przed kolejnymi atakami, doczekali zakończenia tego konfliktu pod koniec stycznia 1944, gdy wkroczenie Armii Czerwonej diametralnie zmieniło sytuację na Wołyniu. Wieś nigdy nie została zdobyta przez upowców.
W 1945 zarówno stali mieszkańcy Przebraża, jak i uchodźcy, zmuszeni zostali do wyjazdu w ramach fali wysiedleń ludności polskiej. Komunistyczne władze dokonały zmiany nazwy miejscowości na Hajowe (ukr. Гайове).

## Upamiętnienie

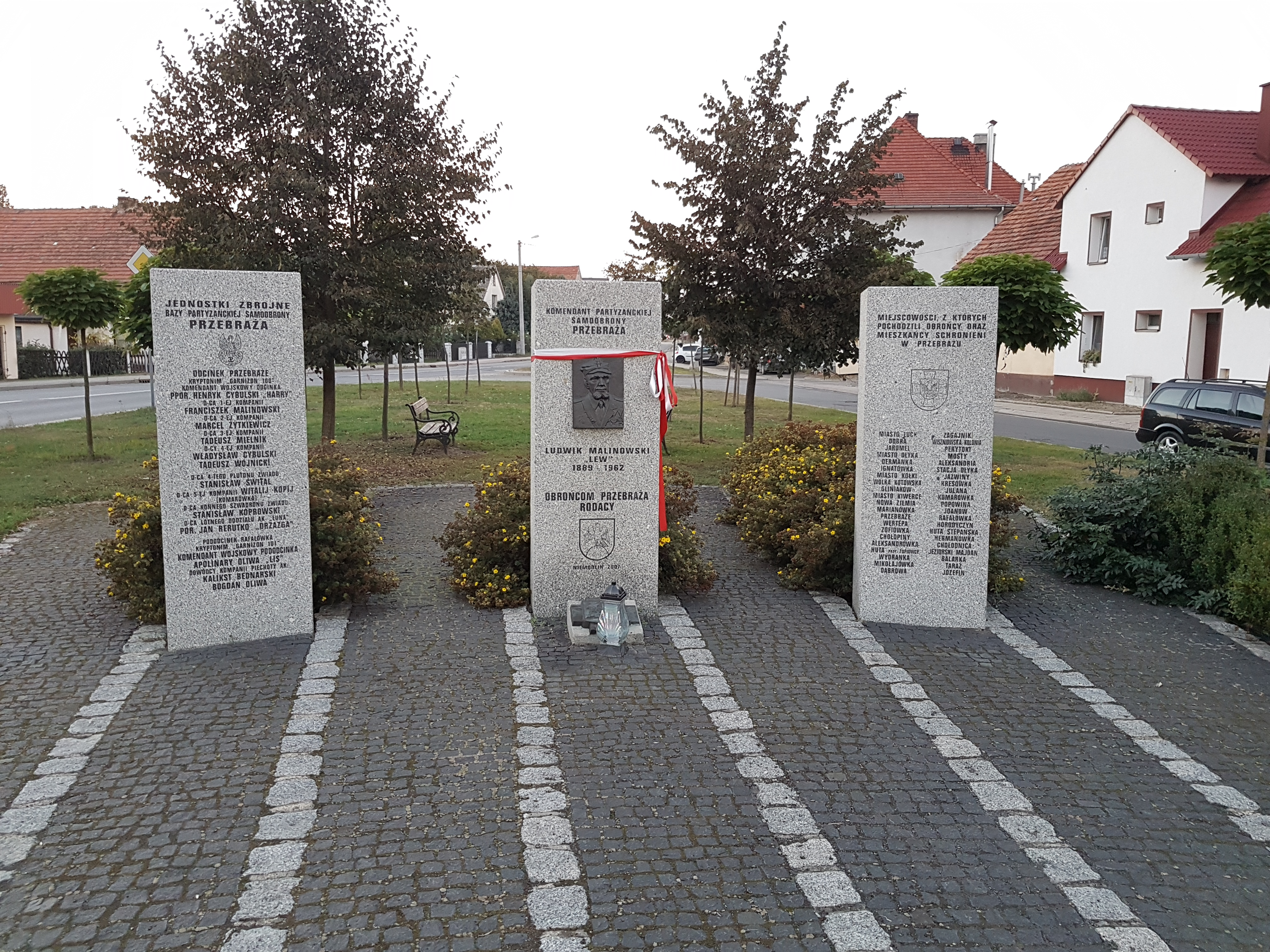
Pomnik w Niemodlinie

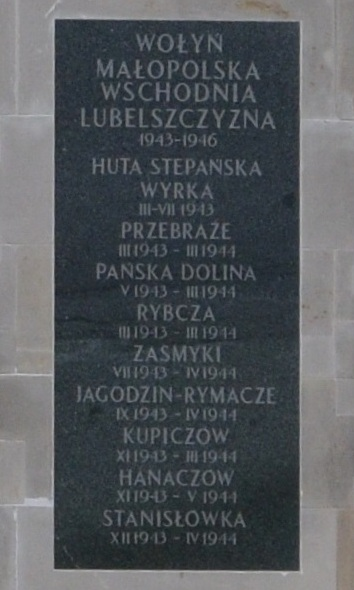
Tablica Grobu Nieznanego Żołnierza w Warszawie wymieniająca Przebraże

Po zmianach demokratycznych zapoczątkowanych w 1989 r. polskie organizacje zaczęły starania mające na celu odbudowanie polskiego cmentarza w Przebrażu. Ostatecznie prace rekonstrukcyjne zakończono w listopadzie 2001. Cmentarz znajduje się na skraju lasu, 1 km na wschód od ostatnich zabudowań miejscowości.
W Niemodlinie znajduje się plac Obrońców Przebraża, na którym w październiku 2007 odsłonięto pomnik poświęcony komendantowi cywilnemu Ludwikowi Malinowskiemu, który zamieszkał w tym mieście po wojnie.
10 listopada 2017 r. na Grobie Nieznanego Żołnierza w Warszawie zostały odsłonięte dwie tablice pamiątkowe poświęcone obrońcom polskich miejscowości na Wołyniu, Małopolsce Wschodniej i Lubelszczyźnie przed UPA i OUN. Na jednej z nich zostało wymienione Przebraże wraz z dopiskiem III 1943 – III 1944.